# Podangis
Podangis Schltr., 1918 è un genere di piante della famiglia delle Orchidacee.

## Tassonomia
Comprende le seguenti specie:
- Podangis dactyloceras (Rchb.f.) Schltr., 1918
- Podangis rhipsalisocia (Rchb.f.) P.J.Cribb & Carlsward, 2012